# Martti Kuusela
Martti Kuusela (Rovaniemi, 9 oktober 1945) is een voormalig profvoetballer uit Finland, die speelde als middenvelder gedurende zijn carrière. Na zijn afscheid in 1978 stapte hij het trainersvak in. Hij was onder meer bondscoach van Finland (1982-1987).

## Clubcarrière
Hij kwam achtereenvolgens uit voor RoPS Rovaniemi, MP Mikkeli, OTP Oulu, MP Mikkeli, HIFK Helsinki, HJK Helsinki, Haka Valkeakoski, Ilves Tampere en FinnPa.

## Interlandcarrière
Kuusela kwam in totaal twee keer (nul doelpunten) uit voor de nationale ploeg van Finland in de periode 1972-1973: tegen West-Duitsland en Zweden.

## Trainerscarrière
Als coach won Kuusela het Fins kampioenschap in 1981 en 1990 met HJK Helsinki. Hij was de hoofdcoach van het Finse nationale team in de periode 1982-1987. Als opvolger van Esko Malm had hij de nationale ploeg in totaal 53 duels onder zijn hoede: 9 overwinningen, 11 gelijke spelen en 33 nederlagen. Kuusela werd opgevolgd door Jukka Vakkila.
Kuusela heeft als coach gewerkt in België, Griekenland, Cyprus, Denemarken en Hongarije. Hij leidde Budapest Honvéd FC naar de Hongaarse landstitel in 1993. Ook was hij technisch eindverantwoordelijk bij Aris Thessaloniki in Griekenland (2005). Op 15 januari 2008 kondigde TPS aan Kuusela te hebben benoemd als de nieuwe manager. Hij nam de teugels over van Mixu Paatelainen, die de club verliet om manager van Hibernian FC te worden in Schotland. Kuusela werd ontslagen in september 2008, een paar weken voor het einde van het seizoen.

## Erelijst

### Trainer
HJK Helsinki
- Landskampioen

1981, 1990
 Budapest Honvéd
- Landskampioen

1993